# شتاینبورن
شتاینبورن (به آلمانی: Steinborn) یک شهر در آلمان است که در بیتبورگ-پروم واقع شده‌است.